# Puerta de Palapares
Puerta de Palapares är en ort i Mexiko.   Den ligger i kommunen Santiago Ixcuintla och delstaten Nayarit, i den centrala delen av landet, 700 km väster om huvudstaden Mexico City. Puerta de Palapares ligger 6 meter över havet och antalet invånare är 930.
Terrängen runt Puerta de Palapares är mycket platt. Havet är nära Puerta de Palapares västerut. Runt Puerta de Palapares är det ganska glesbefolkat, med 45 invånare per kvadratkilometer. Närmaste större samhälle är Palmar de Cuautla, 13,0 km norr om Puerta de Palapares. Trakten runt Puerta de Palapares består huvudsakligen av våtmarker.